# Rolf Theile
Rolf Theile (* 1. Oktober 1923) ist ein ehemaliger deutscher Fußballspieler. Mit Union Halle wurde er 1949 Ostzonenmeister und bestritt für Halle 1949/50 kurzfristig die erste Saison der ostdeutschen Zonenliga. In der später in DS-Oberliga umbenannten höchsten Fußballklasse der DDR war er von 1949 bis 1954 für Motor Dessau aktiv.

## Sportliche Laufbahn
Theile begann seine Fußballkarriere im Nachkriegsdeutschland in Belgern und gehörte in der Fußballsaison 1948/49 zum Aufgebot der SG Freiimfelde/Union Halle. Als Meister der Landesklasse Sachsen-Anhalt qualifizierte sich Halle 1949 für die 2. Ostzonenmeisterschaft. Theile wirkte sowohl im Viertel- als auch im Halbfinale mit und schoss bei den Siegen über die SG Dresden-Friedrichstadt (2:1) und Eintracht Stendal (3:0) jeweils ein Tor. Im Endspiel traf Halle auf Fortuna Erfurt und gewann mit 4:1. Theile als Rechtsaußenstürmer erzielte den 2:0-Zwischenstand. Gleichzeitig hatte sich Halle auch für die Zonenliga (später DS-Oberliga, DDR-Oberliga qualifiziert, die in der Saison 1949/50 durchgeführt und zur Ermittlung des ersten DDR-Fußballmeisters führte. Theile stand wieder im Aufgebot der Hallenser, bestritt aber nur die ersten beiden Punktspiele. Sein erstes Tor in der Zonenliga erzielte er am 2. Spieltag mit seinem 1:0-Führungstreffer bei der BSG Einheit Meerane, die aber letztlich mit 2:1 gewann.
Danach wechselte Theile zum Ligakonkurrenten BSG Motor Dessau, wo er bereits am 4. Oberligaspieltag eingesetzt wurde. Für Dessau absolvierte er bis zum Saisonende 20 Punktspiele und wurde mit sieben Toren drittbester Schütze der Dessauer. Die Saison 1950/51 begann er mit drei Punktspieleinsätzen, verletzte sich danach aber so schwer, dass er erst nach vier Monaten wieder in einem Oberligaspiel eingesetzt werden konnte. So kam er in dieser Spielzeit nur auf elf Punktspieleinsätze und einem Meisterschaftstor. Anschließend schloss er sich Werder Bremen an und kam dort in 19 Oberligaspielen zum Einsatz (1 Tor). Er kehrte im Sommer 1952 nach Dessau zurück, musste dort aber zunächst eine achtwöchige Wechselsperre absitzen. Am 9. Spieltag konnte er wieder eingesetzt werden und bestritt insgesamt 22 der 32 Punktspiele der Oberligasaison 1952/53. Dabei wurde er abwechselnd im Angriff und in der Abwehr aufgeboten und kam dabei nur zu drei Toren. In der Spielzeit 1953/54 spielte Theile lange Zeit als linker Verteidiger, ehe er wieder als rechter Angreifer eingesetzt wurde. Am Ende der Saison war er nur noch Ersatzspieler. Er bestritt jedoch 26 der 28 Oberliga-Punktspiele und erzielte erneut drei Meisterschaftstore. Als die Saison zu Ende war, stand Motor Dessau als Absteiger in die zweitklassige DDR-Liga fest.
Im Sommer 1954 wechselte Theile zur ebenfalls in der DDR-Liga spielenden BSG Motor Mitte Magdeburg. Die Magdeburger hatte sich das Ziel gesetzt, in die Oberliga aufzusteigen. Dies gelang ihnen erst 1959 als SC Aufbau Magdeburg, zu dieser Zeit hatte Theile bereits seine sportliche Laufbahn beendet. Von 1954 bis 1958 bestritt Theile 80 DDR-Liga-Spiele, kam aber nur noch zu einem Torerfolg.